# Colletes parafodiens
Colletes parafodiens är en biart som beskrevs av Heinrich Friese 1925. Colletes parafodiens ingår i släktet sidenbin, och familjen korttungebin. Inga underarter finns listade i Catalogue of Life.